# Charidème
Sauf précision contraire, les dates de cet article sont sous-entendues « avant l'ère commune » (AEC), c'est-à-dire « avant Jésus-Christ ».
Charidème (en grec ancien Χαρίδημος / Kharídêmos) est un général grec mort en 333 av. J.-C., mercenaire au service des Athéniens, des Thraces et des Perses.

## Biographie
Il naît à Oréos, sur l'île d'Eubée, à une date inconnue, mais probablement au début du IVe siècle. Il combat dans un premier temps (367) comme mercenaire au service des Athéniens sous les ordres d'Iphicrate, puis il passe à leur ennemi, le roi de Thrace Cotys Ier. Peu après, il tombe aux mains des Athéniens et  sur proposition de Timothée, reprend du service à leurs côtés. En 362 il perd la confiance de ce dernier et est de nouveau écarté.
Il rejoint alors les satrapes révoltés d'Asie, mais doit de nouveau s'enfuir et retrouver la protection d'Athènes. En 357 il participe à la conquête de la Chersonèse de Thrace avec Charès. Il reçoit les honneurs à Athènes, malgré l'opposition de Démosthène.
Les Athéniens font de nouveau appel à lui pour lutter contre la menace qui commence à se révéler au nord : le roi Philippe II de Macédoine. Il combat ce dernier en Chalcédoine (351) puis dans la guerre d'Olynthe (349) où il remplace Charès. Son commandement le fait détester et le peu de succès qu'il remporte le fait de nouveau remplacer par Charès. Farouche adversaire de la Macédoine, il échappe à Alexandre le Grand en 335, après la destruction de Thèbes.
Il s'échappe alors auprès de Darius III, le souverain achéménide. Cependant il critique, avec une liberté de ton inusitée en Perse, la combativité réelle de l'armée perse face à la puissance de l'armée macédonienne, qu'il connaît pour l'avoir combattue. Darius III, irrité, le fait égorger en 333 puis, regrettant son acte, lui accorde de grandes funérailles.

## Sources
- Arrien (Anabase, I, 10)
- Démosthène (Seconde Olynthienne)
- Diodore de Sicile, Bibliothèque historique [détail des éditions] [lire en ligne] (XVII, 30)
- Eschine (Contre Ctésiphon)
- Plutarque (Phocion, 16–17)
- Quinte-Curce (III, 2)